# 어쿼드
어쿼드(AWKWARD.)는 MTV에서 방영한 십대 드라마이다.

## 출연
- 애슐리 리커즈 - 제나 해밀턴 (Jenna Hamilton)
- 보 머초프 - 매티 매키븐 (Matty McKibben)
- 브렛 대번 - 제이크 로사티 (Jake Rosati)
- 니키 드로치 - 레이시 해밀턴 (Lacey Hamilton)
- 몰리 탈로브 - 세이디 색스턴 (Sadie Saxton)
- 질리언 로즈 리드 - 터마라 (Tamara)
- 데시 리딕 - 밸러리 마크스 (Valerie Marks)
- 제시카 루 - 황밍 (Ming Huang)
- 그리어 그래머 - 리사 (Lissa)
- 마이크 페이올라 - 케빈 해밀턴 (Kevin Hamilton)
- 놀런 제라드 펑크 - 콜린 제닝스 (Collin Jennings)
- 매슈 파헤이 - 리키 슈워츠 (Ricky Schwartz)
- 조이 헤이로 - 클라크 스티븐슨 (Clark Stevenson)
- 웨삼 키시 - 카일 (Kyle)
- 배럿 스와텍 - 앨리 (Ally)
- 제시카 밴 - 베카 (Becca)
- 켈리 스라이 - 프레드 우 (Fred Wu)